# A Class
A Class är debutalbumet av den sydkoreansk-kinesiska musikgruppen Miss A. Det gavs ut den 18 juli 2011 och innehåller 13 låtar. Albumet nådde femte plats på Gaon Chart som det femte mest sålda albumet i Sydkorea under juli 2011.

## Låtlista
| Nr  | Titel                      | Längd |
| --- | -------------------------- | ----- |
| 1.  | From 1 to 10               | 3:36  |
| 2.  | Good-Bye Baby              | 3:45  |
| 3.  | Help Me                    | 3:17  |
| 4.  | Break It                   | 3:48  |
| 5.  | Mr. Johnny                 | 3:05  |
| 6.  | Play That Music, DJ        | 3:15  |
| 7.  | Step Up                    | 2:48  |
| 8.  | Breathe                    | 3:34  |
| 9.  | Are You Dazed              | 4:47  |
| 10. | Love Again                 | 3:26  |
| 11. | Love Alone                 | 3:31  |
| 12. | Bad Girl Good Girl         | 3:37  |
| 13. | Good-Bye Baby (Silver Mix) | 3:53  |

## Listplaceringar
| Lista    | Topplacering |
| -------- | ------------ |
| Sydkorea | 5            |